# Малишева (Альменєвський округ)
Ма́лишева (рос. Малышева) — село у складі Альменєвського округу Курганської області, Росія.
Населення — 441 особа (2010, 600 у 2002).
Національний склад станом на 2002 рік:
- росіяни — 32 %
- башкири — 30 %